# Bavois
Bavois är en ort och kommun i distriktet Jura-Nord vaudois i kantonen Vaud, Schweiz. Kommunen har 1 037 invånare (2023).